# Orostachys
Genre
Classification phylogénétique
Orostachys est un genre botanique appartenant à la famille des Crassulaceae et comprenant quatorze espèces succulentes.
Ces plantes sont originaires de régions de la Chine, du Japon, du Kazakhstan, de Corée, de Mongolie, de Russie. Huit espèces sont en Chine.

## Description
Les feuilles variables sont oblongues en forme d'œuf et ont souvent des taches violettes. Les feuilles ont une pointe blanche cartilagineuse à piquante. Ses racines sont fibreuses et il n'y a pas de rhizome. Au cours de la première année, les feuilles sont disposées en rosettes individuelles, simples et denses. La deuxième année, une tige feuillue de 5 à 60 cm de long est solitaire, provenant du centre de la rosette. Les feuilles de la tige sont alternes. Le bord est généralement lisse. Il n'y a pas de stipule.
L'inflorescence indéterminée est relativement grande et étroitement pyramidale à cylindrique, et contient beaucoup de fleurs et de hautes feuilles ressemblant à la laitue. Les fleurs au moins très courtes sont hermaphrodites et quintuples. Les sépales libres sont généralement plus courts que les pétales. Les cinq pétales à prédominance jaune, blanc rare, jaune-vert ou rose à rougeâtre sont presque libres. Il y a deux cercles avec cinq étamines. Les écailles de nectar jaunâtre sont relativement petites. Les feuilles droites des fruits sont libres et contiennent de nombreuses plantes à graines. Les stylets sont étroits.
Les follicules multiples ont une extrémité en forme de bec. Les graines sont petites.

## Classification
La première publication du nom générique Orostachys a lieu en 1809 par Friedrich Ernst Ludwig von Fischer dans Mémoires de la Société Impériale des Naturalistes de Moscou, volume 2, p 270. Les autres auteurs souvent cités Augustin Pyrame de Candolle, Robert Sweet ou Alwin Berger ne sont pas repris.

## Espèces
Le genre est divisé en deux sections et comprend les espèces suivantes :
- Section Orostachys
  - Orostachys aggregata
  - Orostachys boehmeri (Makino) H. Hara : aussi appelé O. furusei, plante endémique du Japon
  - Orostachys cartilaginea V.N. Borissova : Elle prospère sur les montagnes rocheuses de Russie et des provinces chinoises Heilongjiang, Jilin, Liaoning, Nei Mongol, Shandong.
  - Orostachys chanetii A.Berger : Elle prospère sur les rochers des pentes et sur les toits des maisons à des altitudes entre 400 et 1700 mètres dans le Gansu, Hebei, Shanxi, Sichuan.
  - Orostachys fimbriata A.Berger : zones rocheuses sur les pentes, sur les toits des maisons et les troncs d'arbres moussus, généralement à moins de 1 600 mètres (à 3 500 mètres dans le Gansu et le Qinghai), en Corée, en Mongolie, en Russie et dans les provinces chinoises Anhui, Gansu, Hebei, Heilongjiang, Henan, Hubei, Jiangsu, Liaoning, Nei Mongol, Ningxia, Qinghai, Shaanxi, Shandong, Shanxi, Zhejiang.
  - Orostachys iwarenge
  - Orostachys japonica A.Berger : Elle prospère sur les rochers de basses montagnes, le long des ruisseaux du Japon, Corée, Russie et des provinces chinoises Anhui, Heilongjiang, Jiangsu, Shandong, Zhejiang.
  - Orostachys malacophylla Fisch. : Elle prospère dans les fissures à des altitudes entre 1 200 mètres et 1 800 mètres au Japon, Corée, Mongolie, Russie et les provinces chinoises Hebei, Heilongjiang, Jilin, Liaoning, Nei Mongol; avec les sous-espèces et les variétés :
    - Orostachys malacophylla subsp. lioutchenngoi H. Ohba
    - Orostachys malacophylla subsp. malacophylla
    - Orostachys malacophylla var. aggregata H. Ohba
    - Orostachys malacophylla var. iwarenge H. Ohba

  - Orostachys minuta
  - Orostachys paradoxa
  - Orostachys sikokiana
  - Orostachys spinosa Sweet, régions : Sibérie, Chine, Mongolie, Tibet, Asie centrale, Oural du sud
  - Orostachys thyrsiflora Fisch. : Elle prospère sur les pentes dans les steppes dans les chaînes de montagnes à des altitudes entre 1 000 mètres et 2 100 mètres au Kazakhstan, en Mongolie, en Russie et dans les provinces chinoises Gansu, Xinjiang, Xizang.
- Section Schoenlandia H. Ohba
  - Orostachys aliciae H. Ohba, avec les variétés :
    - Orostachys aliciae var. aliciae
    - Orostachys aliciae var. komarovii H. Ohba

  - Orostachys schoenlandii H. Ohba
  - Orostachys stenostachya H. Ohba

## Culture
Certaines espèces sont utilisées comme plantes ornementales.
Orostachys japonica a des propriétés médicinales.